# Phyllonorycter pulchra
Phyllonorycter pulchra är en fjärilsart som först beskrevs av Tosio Kumata 1963.  Phyllonorycter pulchra ingår i släktet guldmalar, och familjen styltmalar.
Artens utbredningsområde är Taiwan. Inga underarter finns listade i Catalogue of Life.